# Danh sách Giám mục xứ Mainz
Danh sách sau đây cung cấp thông tin về các giám mục và tổng giám mục của Giáo phận Mainz trong suốt lịch sử của nó. Vào thời cực thịnh, các tổng giám mục Mainz đồng thời là lãnh đạo tinh thần của Tổng giáo phận Mainz (Erzbistum Mainz) và các đô thị của giáo tỉnh Mainz rộng lớn kiêm Giáo trưởng Đức (Primas Germaniae), vừa là nhà cai trị thế tục của Tổng giáo phận vương quyền Mainz (Erzstift Mainz), Tổng thủ hiến Đức và là Tuyển hầu (Kurfürst) cao cấp nhất trong hệ thống đẳng cấp Vương hầu (Fürst) của Đế quốc La Mã Thần thánh.

## Danh sách Giám mục

### Giám mục xứ Moguntiacum, 80–745

Huy hiệu của TỔng giám mục xứ Mainz (1250).

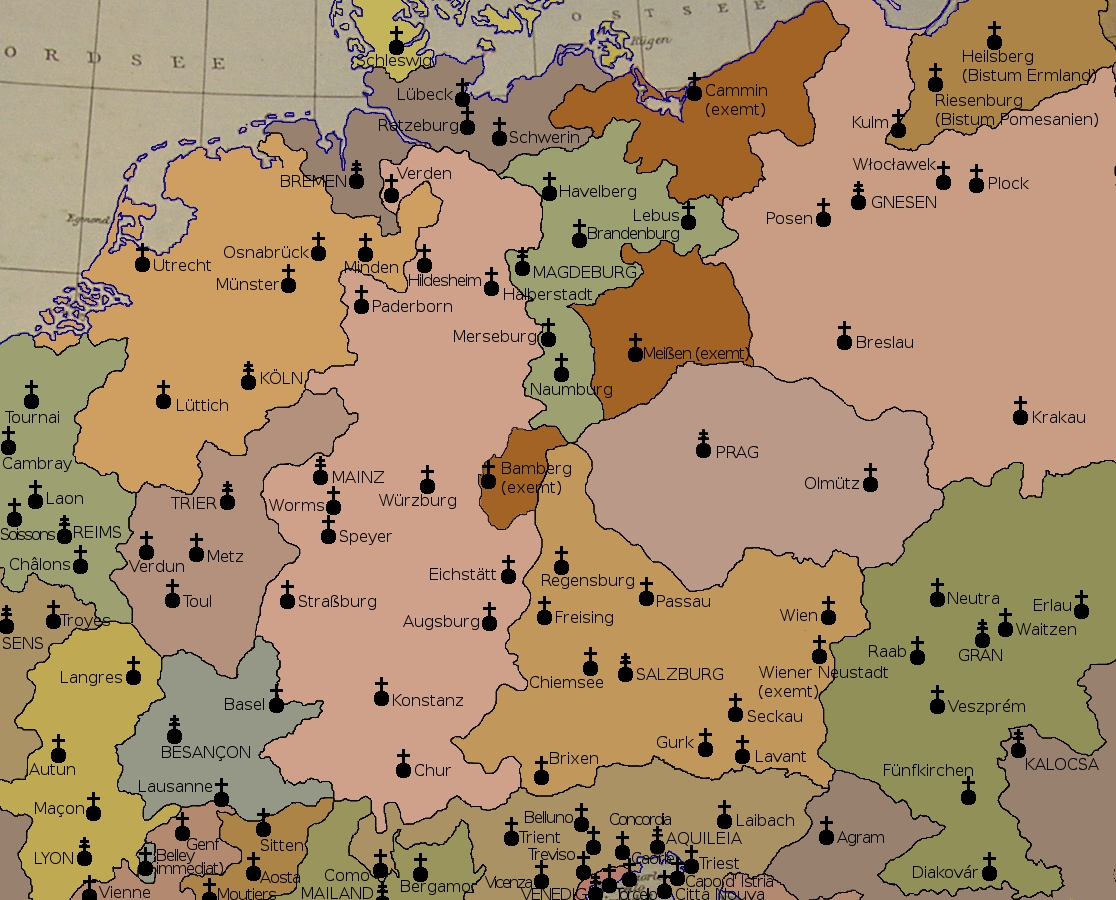
Bản đồ các tổng giáo phận của Trung Âu, 1500. Sau Hòa ước Westphalia, Tổng giáo phận Mainz vẫn là tổng giáo phận lớn nhất của Đức, với phạm vi gần tương ứng với 10 giáo phận ngày nay. Lãnh thổ của các giáo phận và tổng giáo phận thần quyền thường lớn hơn nhiều so với các giáo phận và tổng giáo phận vương quyền, dù có cùng một người đứng đầu.

- Crescens c. 80–103
- Marinus c. 103–109
- St. Crescentius c. 109–127
- Cyriacus c. 127–141
- Hilarius c. 141–161
- Martin I c. 161–175
- Celsus c. 175–197
- Lucius c. 197–207
- Gotthard c. 207–222
- Sophron c. 222–230
- Heriger I c. 230–234
- Ruther c. 234–254
- Avitus c. 254–276
- Ignatius c. 276–289
- Dionysius c. 289–309
- Ruprecht I c. 309–321
- Adalhard c. 320s
- Lucius Annaeus c. 330s
- Martin II c. 330s – c. 360s
- Sidonius I c. late 360s  – c. 386
- Sigismund c. 386 – c. 392
- Theonistus or Thaumastus[1]
- Maximus
- Lupold c. 392 – c. 409
- Nicetas c. 409 – c. 417
- Marianus c. 417 – c. 427
- Aureus c. 427 – c. 443
- Eutropius c. 443 – c. 467
- Adalbald
- Nather
- Adalbert (I)
- Lantfried
- Sidonius II  ? – c. 589
- Siegbert I c. 589–610
- Ludegast c. 610–615
- Rudwald c. 615
- Lubald ?  fl. c. 625
- Rigibert 708-724
- Gerold 724–743
- Gewilip c. 744 – c. 745

### Tổng giám mục xứ Mainz, 745–1251
- Bonifatius 745–754[2]
- Lullus 754–786 (First archbishop)
- Richulf 787–813
- Haistulph 813–826
- Odgar 826–847
- Rabanus Maurus 848–856
- Karl 856–863
- Ludbert 863–889
- Sunderold 889–891
- Hatto I 891–913
- Heriger 913–927
- Hildebert 927-937
- Friedrich 937–954
- Wilhelm 954–968
- Hatto II 968–970
- Ruprecht 970–975
- Willigis 975–1011
- Erkanbald 1011–1021
- Aribo 1021–1031
- Bardo 1031–1051
- Luitpold 1051–1059
- Siegfried I 1060–1084
- Wezilo 1084–1088
- Ruthard 1088–1109
- Adalbert I 1111–1137
- Adalbert II 1138–1141
- Markolf 1141–1142
- Heinrich I 1142–1153
- Arnold 1153–1160
- Christian I 1160–1161
  - Rudolf 1160–1161 (opposing)
- Konrad I 1161–1165
- Christian I 1165–1183
- Konrad I (restored) 1183–1200
- Leopold II 1200–1208
- Sigfried II 1200–1230 (in opposition until 1208)
- Sigfried III 1230–1249
- Christian III 1249–1251

### Tổng giám mục - Tuyển hầu xứ Mainz, 1251–1803
- Gerhard I 1251–1259
- Werner 1260–1284
- Heinrich II 1286–1288
- Gerhard II 1286–1305
- Peter 1306–1320
- Matthias 1321–1328
- Heinrich III 1328–1337
  - Balduin 1328–1336, administrator
- Gerlach 1346–1371
- Johann 1371–1373
- Ludwig 1374–1379
- Adolf I 1379–1390
- Konrad II 1390–1396
- Gottfried 1396–1397
- Johann II 1397–1419
- Konrad III 1419–1434
- Dietrich Schenk 1434–1459
- Diether 1460–1461

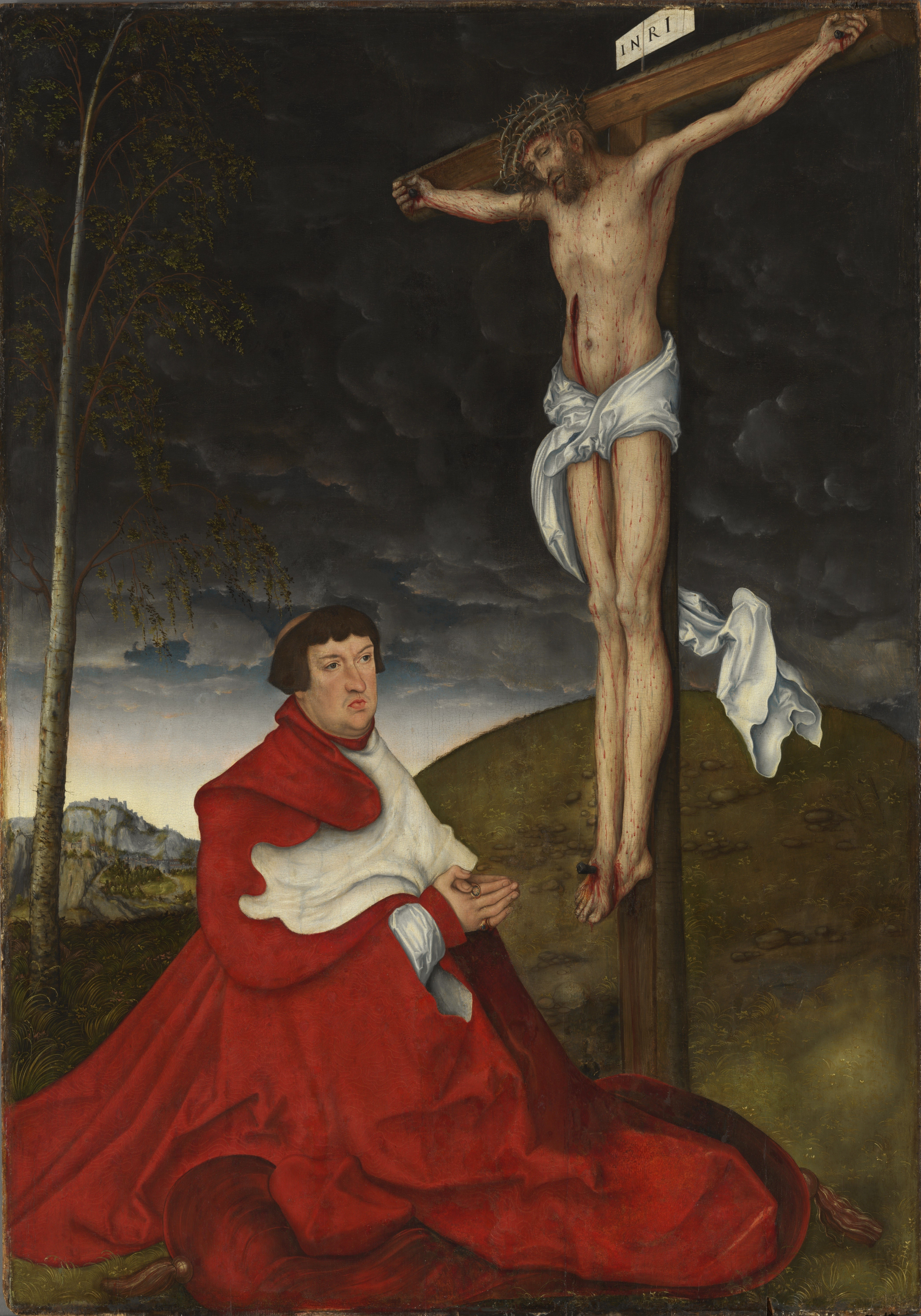
Tranh vẽ Hồng y Tuyển hầu xứ Mainz Albrecht xứ Brandenburg đang quỳ dưới chân Thánh giá.

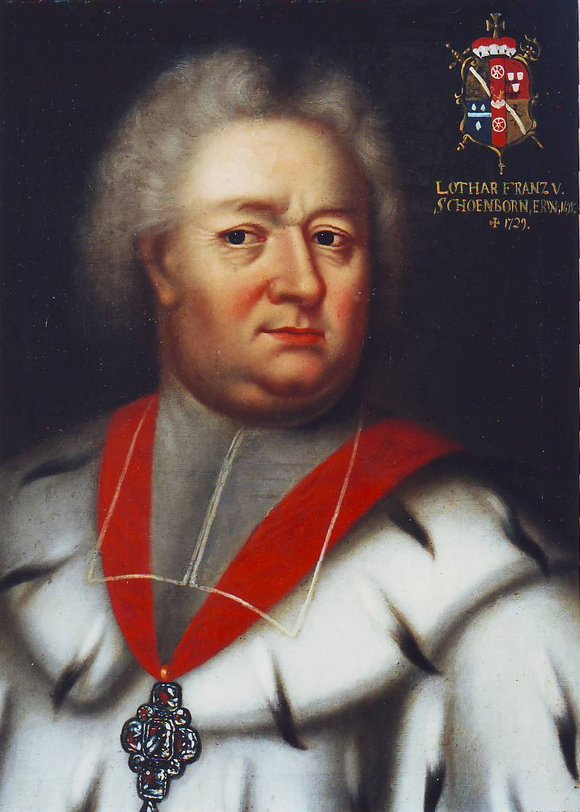
Lothar Franz Schönborn, Tuyển hầu xứ Mainz (1695-1729).

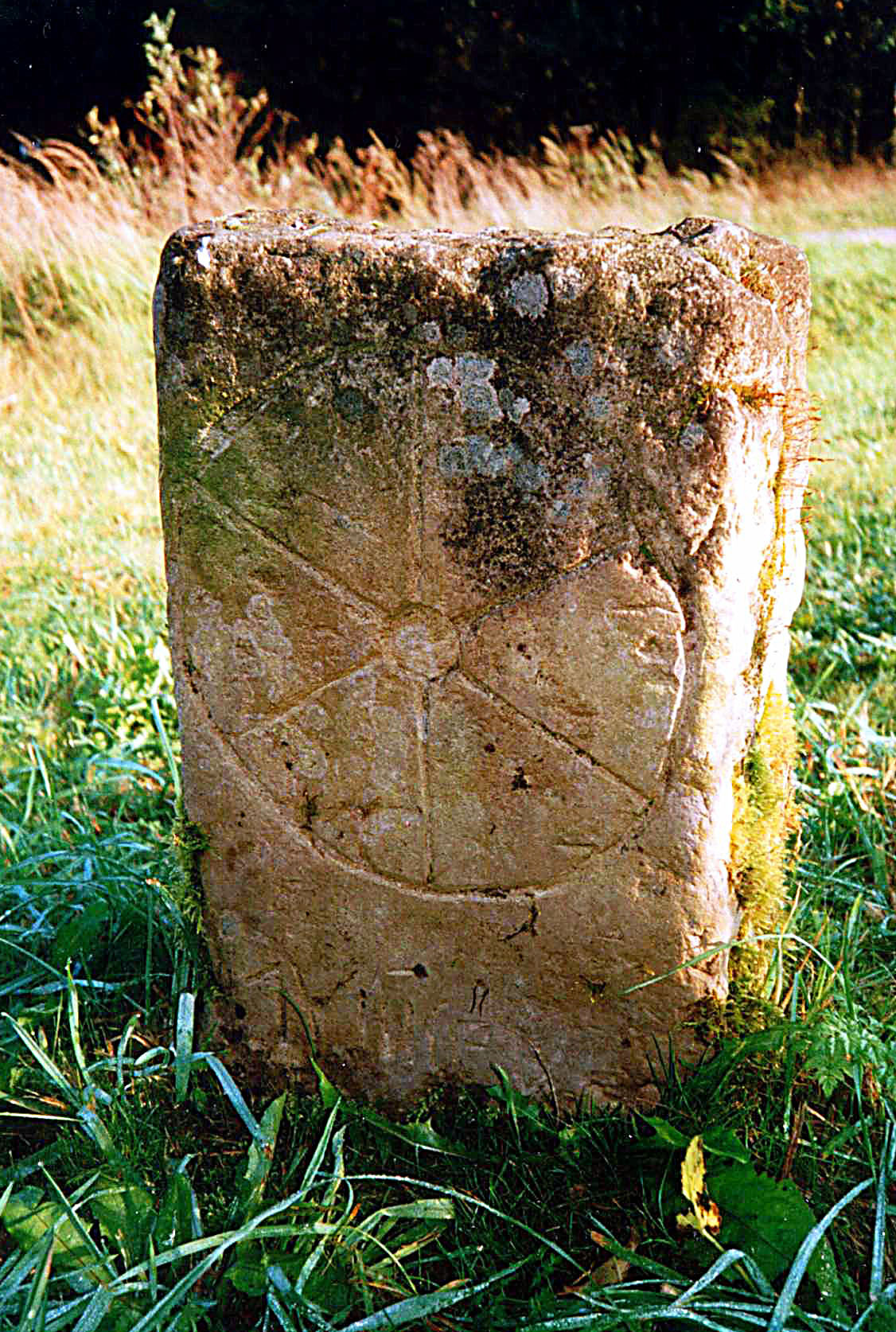
Mốc đá ranh giới cũ cho thấy biểu tượng Vùng đế chế Mainz (Mainzer Rad), huy hiệu của xứ tuyển hầu.

- Adolf II (hoặc Adolf III) 1461–1475
- Diether (restored) 1476–1482
- Adalbert III 1482–1484
- Berthold 1484–1504
- Jakob 1504-1508
- Uriel 1508–1514
- Albrecht 1514–1545
- Sebastian 1545–1555
- Daniel Brendel 1555–1582
- Wolfgang 1582–1601
- Johann Adam 1601–1604
- Johann Schweikhard 1604–1626
- Georg Friedrich 1626–1629
- Anselm Casimir Wambolt 1629–1647
- Johann Philipp 1647–1673
- Lothar Friedrich 1673–1675
- Damian Hartard 1675–1678
- Karl Heinrich 1679
- Anselm Franz 1679–1695
- Lothar Franz 1695–1729
- Franz Ludwig 1729–1732
- Philipp Karl 1732–1743
- Johann Friedrich Karl 1743–1763
- Emmerich Joseph 1763–1774
- Friedrich Karl Joseph 1774–1802
- Karl Theodor 1802–1803[3]

### Giám mục giáo phận Mainz, 1802–nay
- Joseph Ludwig Colmar (1802–1818)
- Joseph Vitus Burg (1829–1833)
- Johann Jakob Humann (1833–1834)
- Petrus Leopold Kaiser (1834–1848)
- Wilhelm Emmanuel Freiherr von Ketteler (1850–1877)
- Paul Leopold Haffner (1886–1899)
- Heinrich Brück (1900–1903)
- Georg Heinrich Kirstein (1903–1921)
- Ludwig Maria Hugo (1921–1935)
- Albert Stohr (1935–1961)
- Hermann Cardinal Volk (1962–1982)
- Karl Cardinal Lehmann (1983–2016)
- Peter Kohlgraf (2017– ...)